# لعبة آركيد

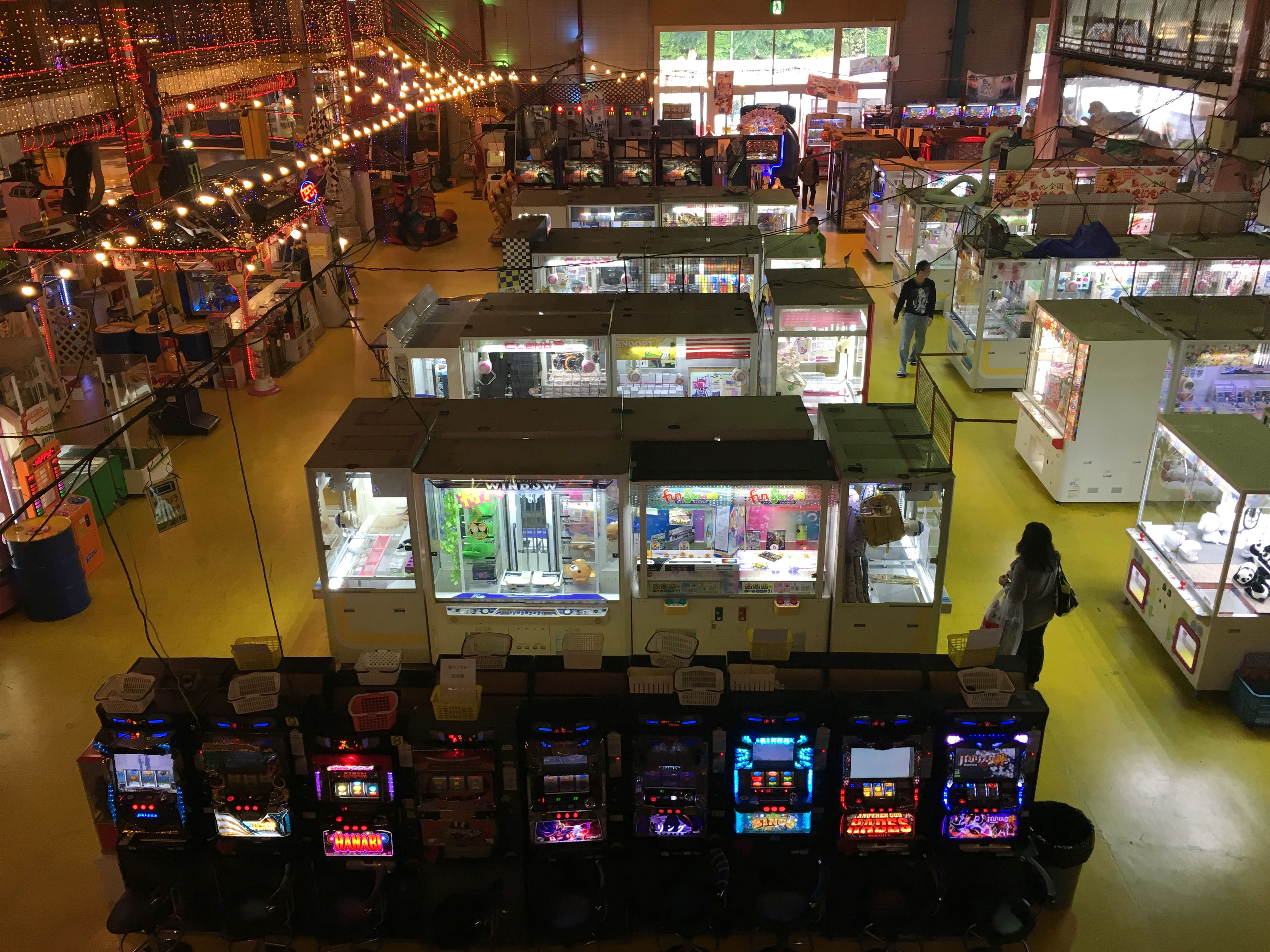
لعبة آركيد

لعبة الآركيد أو لعبة تعمل بالعملات المعدنية هي آلة ترفيهية تعمل بالعملات المعدنية يتم تركيبها عادةً في المؤسسات العامة مثل المطاعم والحانات وأروقة الألعاب الترفيهية. يتم تقديم معظم ألعاب الآركيد في المقام الأول كألعاب مهارة وتشمل ألعاب الفيديو الآركيد وآلات البينبول والألعاب الكهروميكانيكية وألعاب الاسترداد أو تجار التجزئة.

## الأنواع
بشكل عام، تعتبر ألعاب الآركيد دائمًا تقريبًا ألعاب مهارة، مع بعض عناصر ألعاب الحظ فقط. غالبًا ما يتم تصنيف الألعاب التي تعتمد على الحظ فقط، مثل ماكينات القمار والباتشينكو، قانونيًا كأجهزة مقامرة، وبسبب القيود، قد لا تكون متاحة للقصر أو بدون إشراف مناسب في العديد من الولايات القضائية.